# هولدن نوا
هولدن نوا (Holden Nova) خودرویی است که در سال‌های اوت ۱۹۸۹ تا ۱۹۹۶در استرالیا تولید شده‌است.
این خودرو در کلاس خودرو کامپکت قرار گرفته، طراحی آن خودروهای موتور جلو-محور جلو بوده است.

## نگارخانه

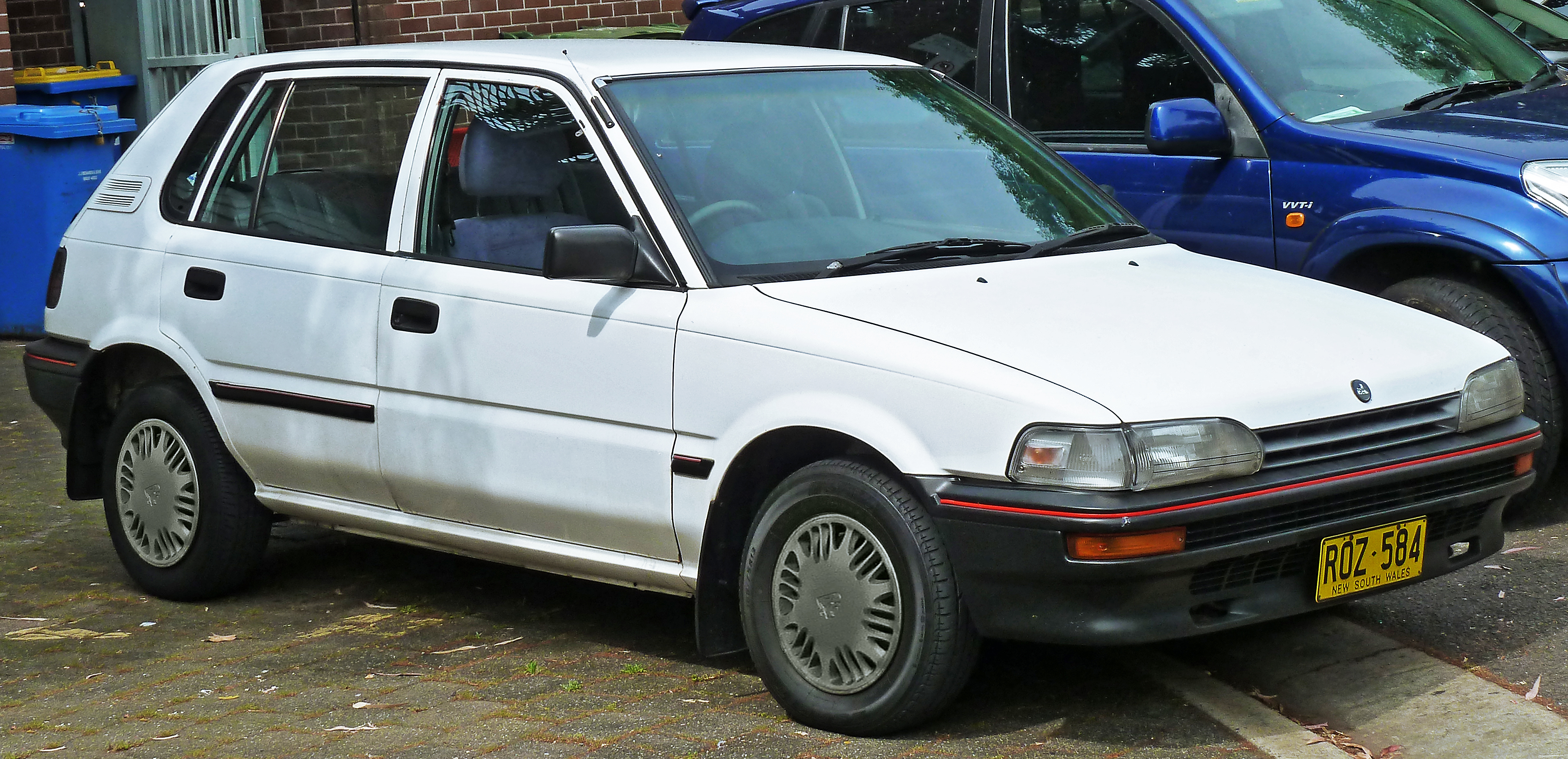
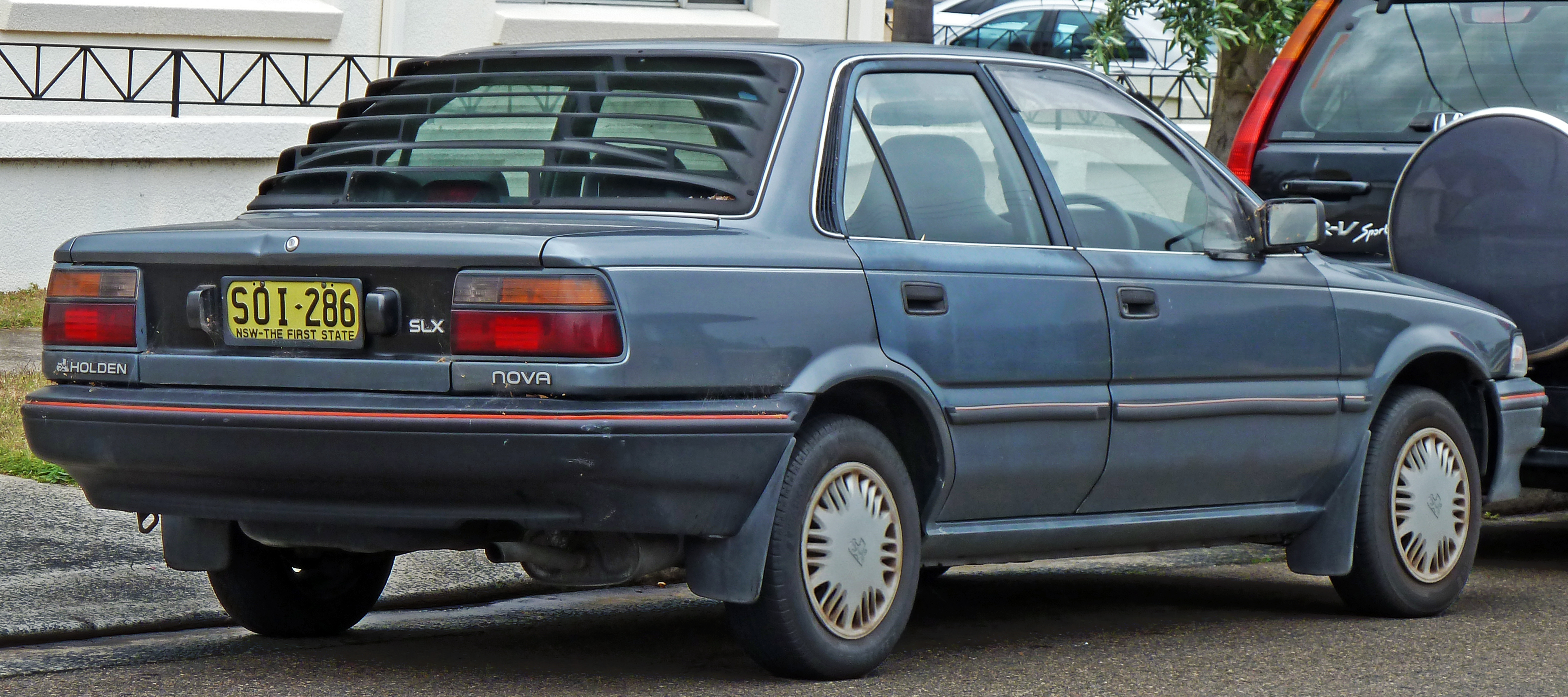
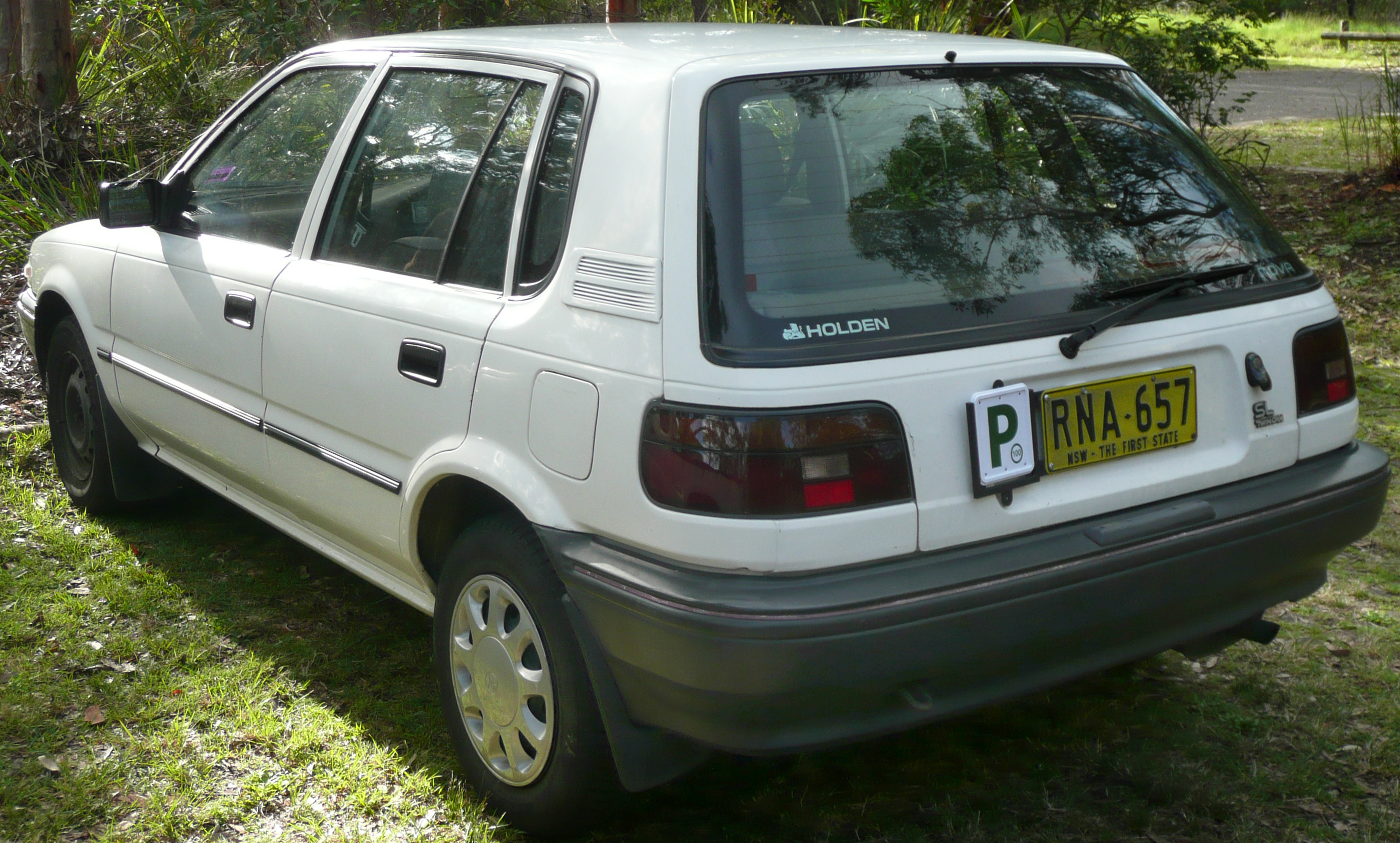